# Джером Стівер
Джером Стівер (англ. Jerome Steever, 7 січня 1880 — 5 січня 1957) — американський плавець.
Срібний призер Олімпійських Ігор 1904 року.